# 반카다피 세력

리비아 왕국시절에 사용되었던 리비아의 국기로, 반카다피군의 상징이다.

반카다피 세력(反 ─勢力) 또는 반카다피군(反 ─軍)은 무아마르 카다피에 반대하는 리비아 세력이다. 이 세력은 카다피 정부에 저항하는 군사 부대나, 2011년 리비아 봉기 참여자, 카다피 정부로부터 이탈한 리비아 외교관을 포함하는 조직이다.

## 카다피 정부 반대 세력
다음은 카다피 정책에 반대를 주장하는 세력들의 목록이다.:
- 리비아 과도국민위원회
- 리비아 국민해방군
- 자유 리비아 공군
- 리비아 청년 운동
- 반리비아 국민회의 (NCLO; National Conference for the Libyan Opposition)
  - 리비아 구제 국민 전선 (NFSL; National Front for the Salvation of Libya)
  - 리비아 인권 연맹 (LLHR; Libyan League for Human Rights)
  - Libyan Tmazight Congress